# Ein Butler in Amerika
Ein Butler in Amerika ist eine US-amerikanische Filmkomödie aus dem Jahr 1935. Das Drehbuch basiert auf dem gleichnamigen Roman von Harry Leon Wilson. 2014 wurde der Film ins National Film Registry aufgenommen.

## Handlung
Paris im Frühling 1908. Der Earl of Burnstead informiert seinen Butler Ruggles, dass er ihn in einem Pokerspiel an den hemdsärmeligen amerikanischen Millionär Egbert Floud verloren habe. Ruggles ist zunächst etwas entsetzt darüber, nun offenbar in die Staaten ziehen zu müssen. Egbert Flouds Frau Effie, sehr bedacht auf das gesellschaftliche Ansehen, will Ruggles in das Anwesen in Red Gap, Washington, mitnehmen. Vor der Abreise gerät Ruggles unter den ausschweifenden Einfluss Egberts. Er betrinkt sich und vergisst einige seiner antrainierten Butler-Traditionen.
In Red Gap behandelt ihn Egbert zu dessen Irritation immer noch als Gleichstehender. Er stellt den Butler als Offizier vor und lanciert eine Falschmeldung in der Zeitung, die seine Frau und seinen Schwager, den hochmütigen Charles Belknap-Jackson, in die Lage zwingt, Ruggles als ehrenwerten Gast begrüßen zu müssen. Als der Schwager Ruggles auf eigene Faust feuert, verlässt dieser traurig das Anwesen und kehrt vor seiner Abreise in einem Saloon ein. 
Egbert und seine Schwiegermutter Ma Pettingill sind außer sich, als sie von der Kündigung erfahren. Sie finden Ruggles im Saloon, wo er gerade eine Diskussion über die Gleichheit des Menschen führt. Zum Erstaunen der Menge rezitiert Ruggles aus dem Gedächtnis heraus die Ansprache des Präsidenten Lincoln in Gettysburg, die sogenannte Gettysburg Address. Ruggles entscheidet sich, der erste seiner Familie zu sein, der den Beruf des Butlers niederlegt und in die Wirtschaft einsteigt.
Mit der Hilfe der Witwe Prunella Judson und einem Darlehen von Egbert und Ma Pettingill arbeitet Ruggles an der Eröffnung eines Restaurants. Zwischen ihm und Prunella entstehen zarte Liebesbande. Effie informiert ihn über den geplanten Besuch des Earls of Burnstead, der seinen alten Butler zurückhaben möchte. Ruggles Loyalität zu seinem alten Beruf und dem Earl bringt ihn in eine Zwickmühle. Als der Earl ankommt, wird Ruggles vermisst. Prunella befürchtet, ihr Freund könne sich etwas angetan haben. Doch Ruggles taucht wieder auf und erklärt dem Earl, dass er nun unabhängig sei. Der Earl gratuliert ihm.
Am Abend der Eröffnung des Restaurants sind auch Effie, Belknap-Jackson und deren Freunde der Gesellschaft unter den Gästen. Der Earl erscheint mit seiner Braut Nell Kenner, einer Einwohnerin von Red Gap, die als Tänzerin gearbeitet hat. Belknap-Jackson beschuldigt den Earl, dass er unter seinem Stand heiraten würde. Ruggles wirft Charles hinaus, doch er befürchtet, dass seine Reaktion ihn in den Ruin treiben wird. Doch die Menge beginnt For He’s a Jolly Good Fellow zu singen, und Ruggles wird klar, dass sie es für ihn und nicht für den Earl singen.

## Hintergrund
Der Roman von Harry Leon Wilston wurde vorher schon zwei Mal verfilmt: 1918 von Lawrence C. Windom mit Taylor Holmes in der Titelrolle und 1925 von James Cruze mit Edward Everett Horton. Später spielte Michael Redgrave den Butler Ruggles 1957 in einer Episode der Fernsehserie Producers’s Showcase. Die Uraufführung dieser dritten Filmversion fand am 19. Februar 1935 statt. In Deutschland wurde der Film erstmals am 23. April 1970 im Rahmen einer TV-Premiere in der ARD gezeigt.
Der Film ist einer von über 700 Produktionen der Paramount Pictures, die zwischen 1929 und 1949 gedreht wurden, und deren Fernsehrechte 1958 an Universal Pictures verkauft wurden.
Charles Laughton gewann den NYFCC-Award, der zum ersten Mal vergeben wurde, gleich zwei Mal. Er wurde für diesen Film ausgezeichnet und für seine Leistung in dem Film Meuterei auf der Bounty. Laughton spielte hier das erste Mal in einer Komödie mit. Er wurde für diesen Film extra von MGM ausgeliehen. Für zwei Tage musste Laughton wieder zurück zur MGM, um dort dem Micawber in David Copperfield zu spielen. Laughton wurde von W. C. Fields ersetzt und kehrte zu Paramount zurück. Allerdings hatte er sich für die Rolle des Micawber den Kopf rasieren lassen. Nun musste gewartet werden, bis das Haar Laughtons wieder nachgewachsen war. Dafür sollte MGM einen Ausgleich an Paramount zahlen.
Für die Ausstattung des Films war unter anderem Hans Dreier verantwortlich.
Wegen der Gettysburg Address war der Film zur NS-Zeit in Deutschland verboten.
1950 entstand mit Herz in der Hose ein Remake mit Bob Hope.

## Synchronisation
Die deutsche Synchronfassung entstand zur Fernsehpremiere im Jahre 1970.
| Rolle                   | Schauspieler       | Dt. Synchronstimme     |
| ----------------------- | ------------------ | ---------------------- |
| Marmaduke Ruggles       | Charles Laughton   | Helmut Ahner           |
| Effie Floud             | Mary Boland        | Edith Schollwer        |
| Egbert Floud            | Charles Ruggles    | Fritz Tillmann         |
| Prunella Judson         | ZaSu Pitts         | Inge Landgut           |
| Earl of Burnstead       | Roland Young       | Friedrich Schoenfelder |
| Ma Pettingill           | Maude Eburne       | Ursula Krieg           |
| Charles Belknap-Jackson | Lucien Littlefield | Jürgen Thormann        |
| Bistro-Kellner          | Charles Fallon     | Erich Poremski         |
| Herrenausstatter        | Rafael Storm       | Joachim Cadenbach      |

## Auszeichnungen
1936 wurde der Film in der Kategorie Bester Film für den Oscar nominiert.
Charles Laughton gewann den NYFCC Award als bester Hauptdarsteller.

## Kritik
Das Lexikon des internationalen Films spricht von einer „hintergründigen Komödie, die mit Humor und Witz allgemein-menschliche und spezifisch ‚amerikanische‘ Schwächen glossiert. Auffällig die zurückgenommene Darstellung Charles Laughtons zugunsten eines perfekten Ensemblespiels.“
Andre Sennwald von der New York Times beschrieb den Film als hinreißend lustig. Charles Laughton porträtiere Ruggles brillant.
Auch die Variety zeigte sich angetan. Leo McCarey habe einen schnellen und furiosen lustigen Film gefertigt, ein perfektes Beispiel, was kluges Arbeiten hinter der Kamera bewirken kann.
Auch der Evangelische Film-Beobachter kommt zu einem lobenden Urteil: „Ein heiterer Film, der englische und amerikanische Sitten belächelt und vor allem von der Schauspielkunst Charles Laughtons lebt. Trotz heute etwas fraglicher Idealisierung amerikanischer Freiheit ab 12 als vergnügliche Unterhaltung zu empfehlen.“